# محمية غابات عجلون

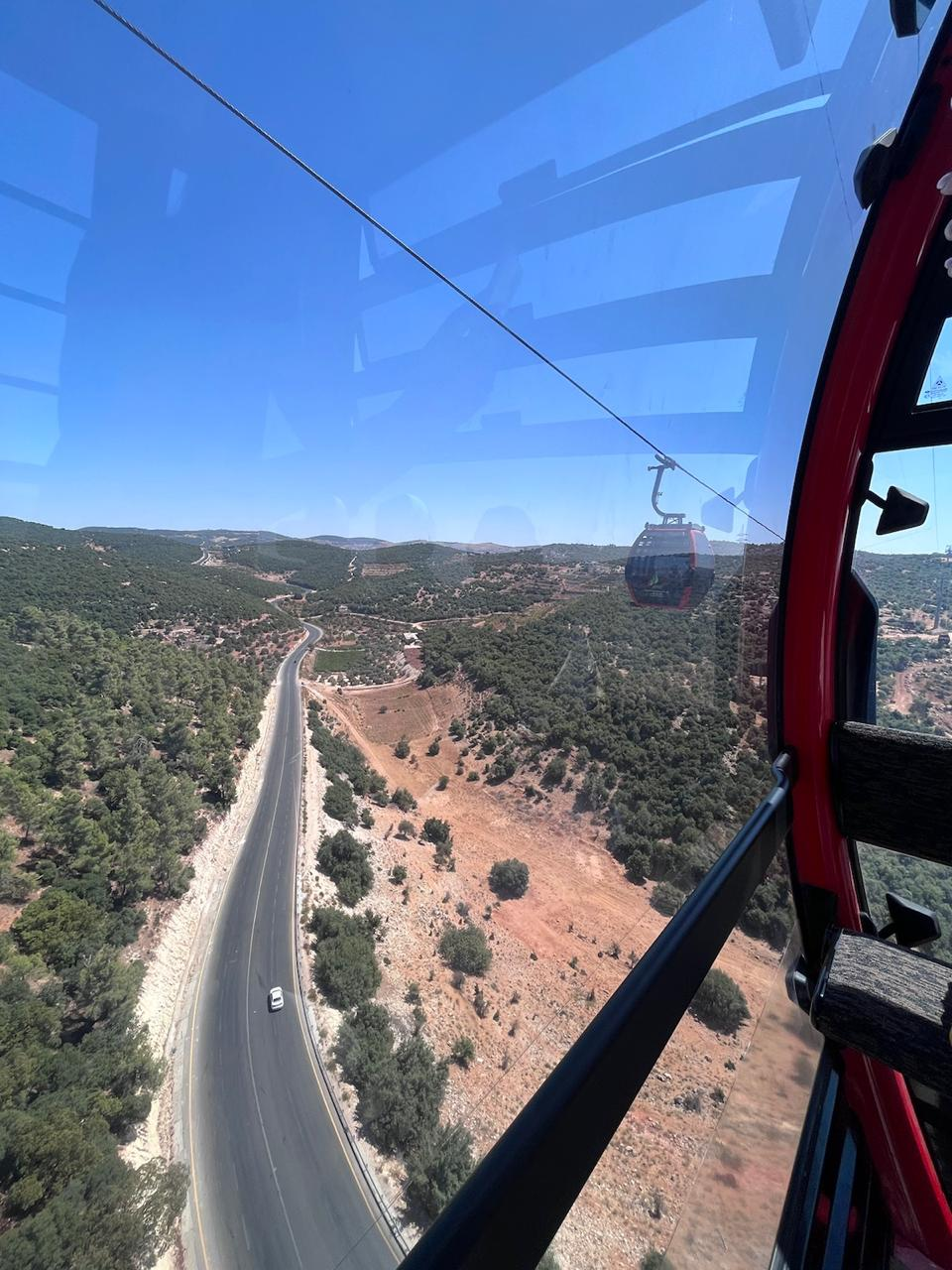
غابة عجلون من الاعلى

محمية غابات عجلون (بالإنجليزية: Ajloun Forest Reserve)‏ محمية طبيعية تقع في شمال المملكة الأردنية الهاشمية في جزء شمالي من محافظة عجلون على بعد 8 كم شمال مركز المحافظة. وكانت هذه المحمية تدعى بمحمية زوبيا الواقعة في منطقة برقش ضمن أراضي إربد حيث بدأ برنامج إكثار الأيل الأسمر، بعد ذلك انتقلت المحمية إلى منطقة أم الينابيع شمال غرب برقش وهي من ضمن أراضي عجلون بعد تأسيس محافظة عجلون.

## نشأتها
تعتبر محمية عجلون من المحميات التابعة للجمعية الملكية لحماية الطبيعة وتأسست سنة 1988. الذي نفذته مؤسسة نهر الأردن والجمعية الملكية لحماية الطبيعة بدعم من الوكالة الأسبانية للتعاون الدولي من خلال مؤسسة الإنقاذ الأسبانية- ريسكاتي والحكومة اليابانية.
أعلنت الجمعية الملكية لحماية الطبيعة أن غابات عجلون تعد من بين أفضل المواقع المئة العالمية حيث احتفلت بهذا الفوز شهر أكتوبر 2018 وبحضور ارلوس فان دي جور نائب رئيس منظمة قريند ستيشن الهولندية.

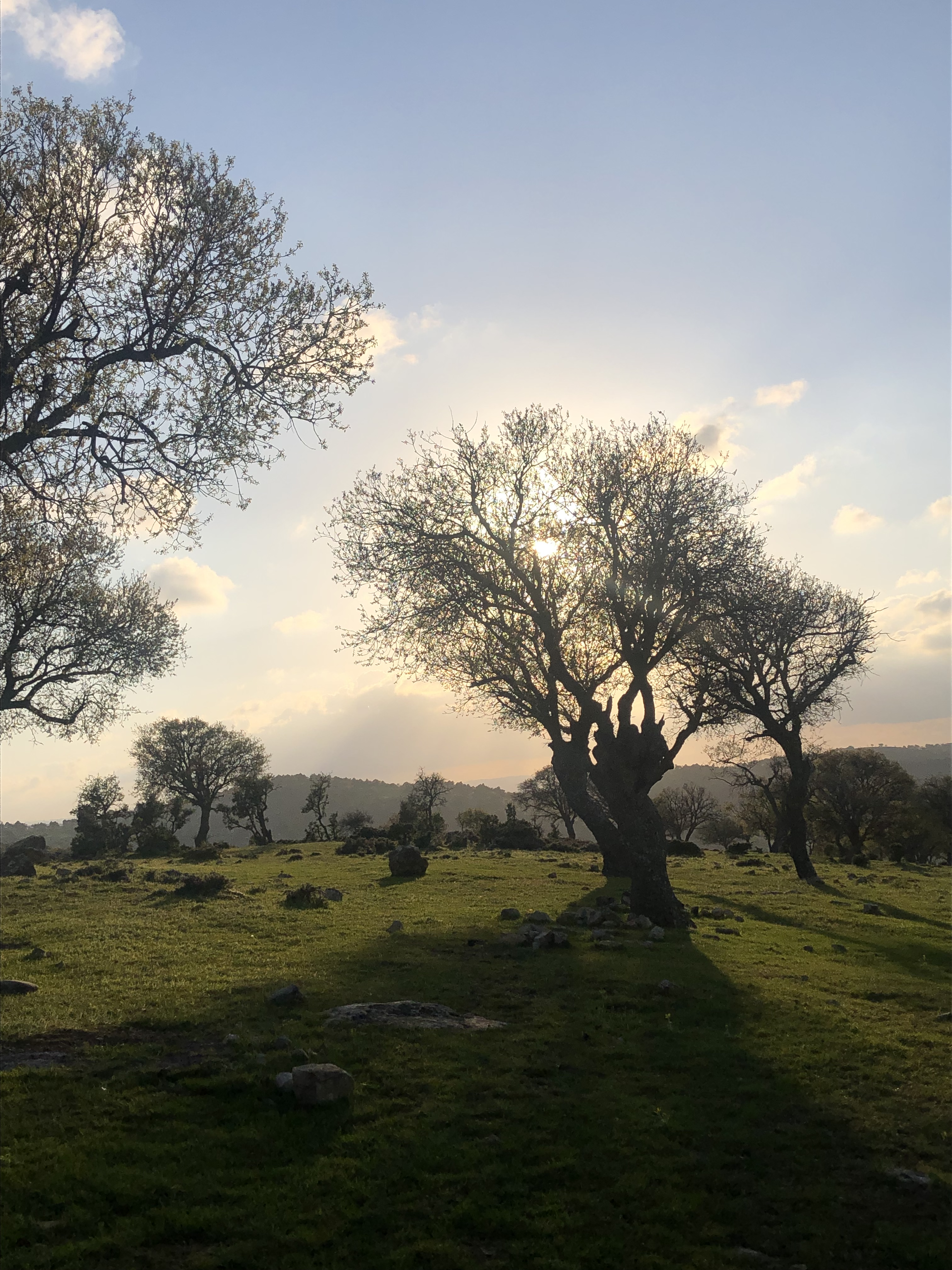
محمية غابات عجلون

## الجغرافيا

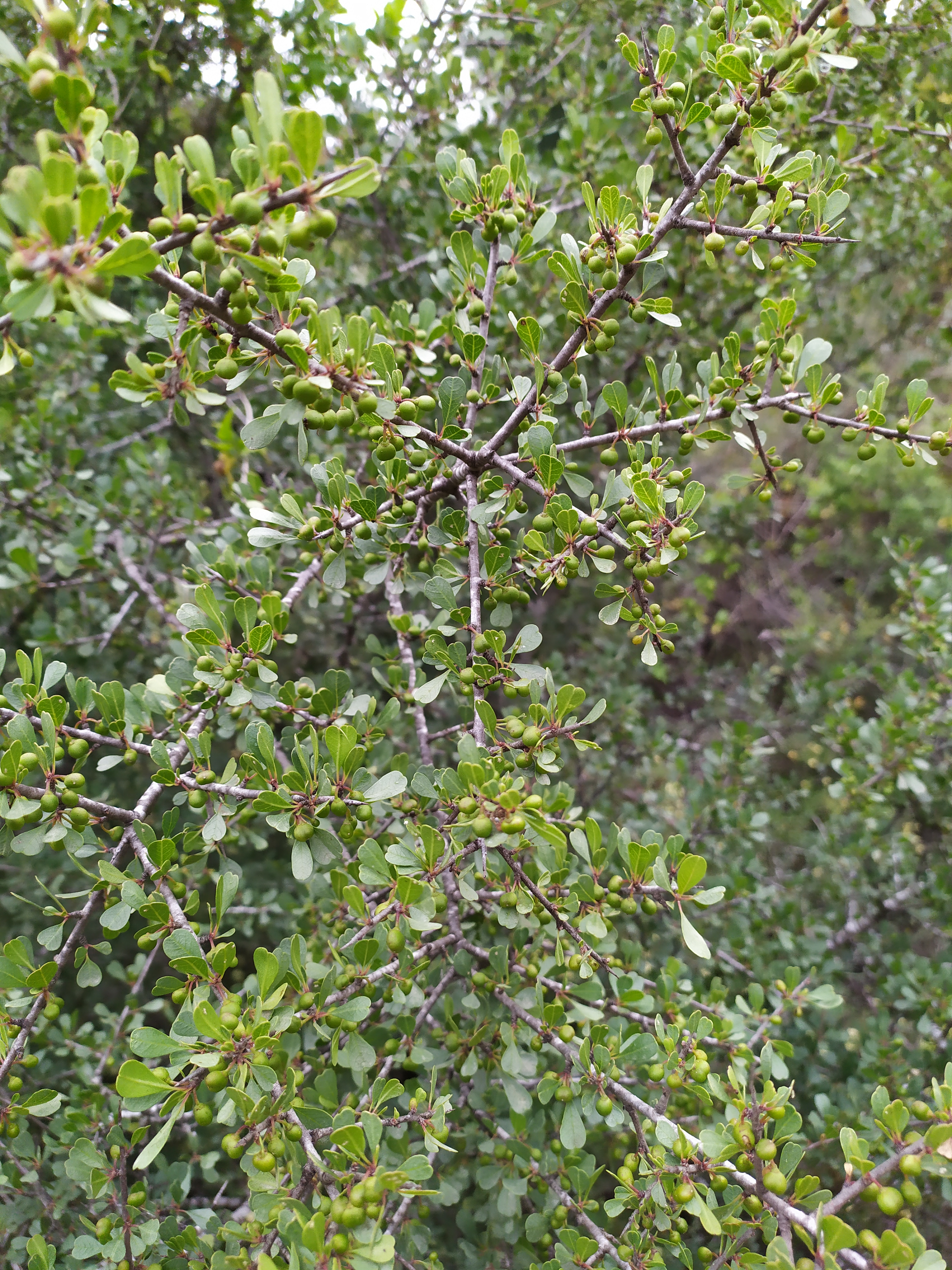
نبات السويد الجبلي

تبلغ مساحتها 13 كيلومترا مربعا وترتفع ما بين 701 إلى 1500 متر عن سطح البحر تغطيها غابات كثيفة من أشجار البلوط، والصنوبر والبطم، والقيقب، والعبهر، والخروب، والزعرور، والأجاص البري، والسويد، والفراولة البرية. وتقوم الجمعية بإعادة، وإكثار نوع من الأيائل البرية المسماة : (الأيل الاسمر) إلى هذه المحمية التي تتميز بندرتها والتي انقرضت من المنطقة منذ أكثر من 100 عام.

## التنوع الحيوي
تمتاز المحمية بتنوع حيوي، وهي تضم عدد من الأشجار البرية بالإضافة إلى:
- 200 نوع من النباتات، والأزهار البرية (شقائق النعمان، الدحنون، الزعمطوط، اللوف، الحميض، الصفير، السوسنة السوداء، الأقحوان، وغيرها).
- 30 نوع نبات طبي (الجعدة، رجل الحمامة، القدحة، الختمية، القرصعنة، العنصل، وغيرها).
- 8 أنواع من المفترسات (الذئب، الضبع، القط البري، الثعلب الأحمر، السمور، الغريري، الواوي، الفساية).
- 4 أنواع من القوارض (فأر الحقل، السنجاب الفارسي، النيص، الخلد الفلسطيني).
- 16 نوع من الزواحف (السلحفاء الاغريقية، الأفعى الفلسطينية، السحلية الخضراء وغيرها).
- 40 نوع من الطيور(الصقر الحوام، عقاب الحيات، الحجل، الهدهد، البلبل وغيرها).

## النشاطات داخل المحمية
توفر المحمية مرافق لمحبي الطبيعة وتنظم برامج يمكن للزائرين المشي داخل المحمية ويوجد فيها مخيم سياحي مكون من 10 أكواخ يتسع ل40 شخص. أيضا تقوم المحمية ببرامج تنمية لسكان المنطقة من خلال وجود قاعة حرف يدوية لتدريب بعض طاقات المجتمع المحلي المناسبة وتسويق منتجاتها.